# Coprochernes
Genre
Coprochernes est un genre de pseudoscorpions de la famille des Chernetidae.

## Distribution
Les espèces de ce genre se rencontrent au Costa Rica et au Mexique.

## Liste des espèces
Selon Pseudoscorpions of the World (version 3.0) :
- Coprochernes costaricensis Beier, 1976
- Coprochernes quintanarooensis Muchmore, 1991

## Publication originale
- Beier, 1976 : Neue und bemerkenswerte zentralamerikanische Pseudoskorpione aus dem Zoologischen Museum in Hamburg. Entomologische Mitteilungen aus dem Staatsinstitut und Zoologischen Museum in Hamburg, vol. 5, no 91, p. 1-5.